# Anataas
Het mineraal anataas is een van de drie polymorfen van titaandioxide (TiO2). De andere polymorfen zijn brookiet en rutiel. Het heeft een tetragonale kristalstructuur en wordt vooral toegepast in zonnecellen, lithium-ion batterijen, elektrochrome vensters en sensoren. Het is een halfgeleider met een bandafstand van 3,2 eV. Anataas was vroeger bekend onder de naam octaëdriet, heeft dezelfde scheikundige eigenschappen als rutiel en kristalliseert in hetzelfde systeem, maar het heeft een lagere dichtheid (3,90), is gelig, bruin of zwart van kleur en heeft een duidelijke piramidale of dubbelpiramidale kristalvorm. De glans is metalig of glansachtig bij de doorschijnende variëteit.

## Voorkomen
Evenals rutiel wordt anataas hoofdzakelijk gevonden in metamorf gesteente in de Alpen, de Dauphiné in Frankrijk en in het Binnadal en op de St. Gotthard in Zwitserland. In de Verenigde Staten wordt het gevonden bij Somerville (Massachusetts) en Magnet Cove (Arkansas).

## Nederlands onderzoek aan zwaremineralen
In het sedimentpetrologisch onderzoek van Nederlandse Kwartaire rivierzanden wordt anataas gerekend tot de zwaremineralen. Dit zijn mineralen met een dichtheid groter dan 2.86. Anataas behoort binnen dit onderzoek tot de groep van de stabiele mineralen en is onder andere kenmerkend voor afzettingen van de Maas.